# Veszprémi főegyházmegye

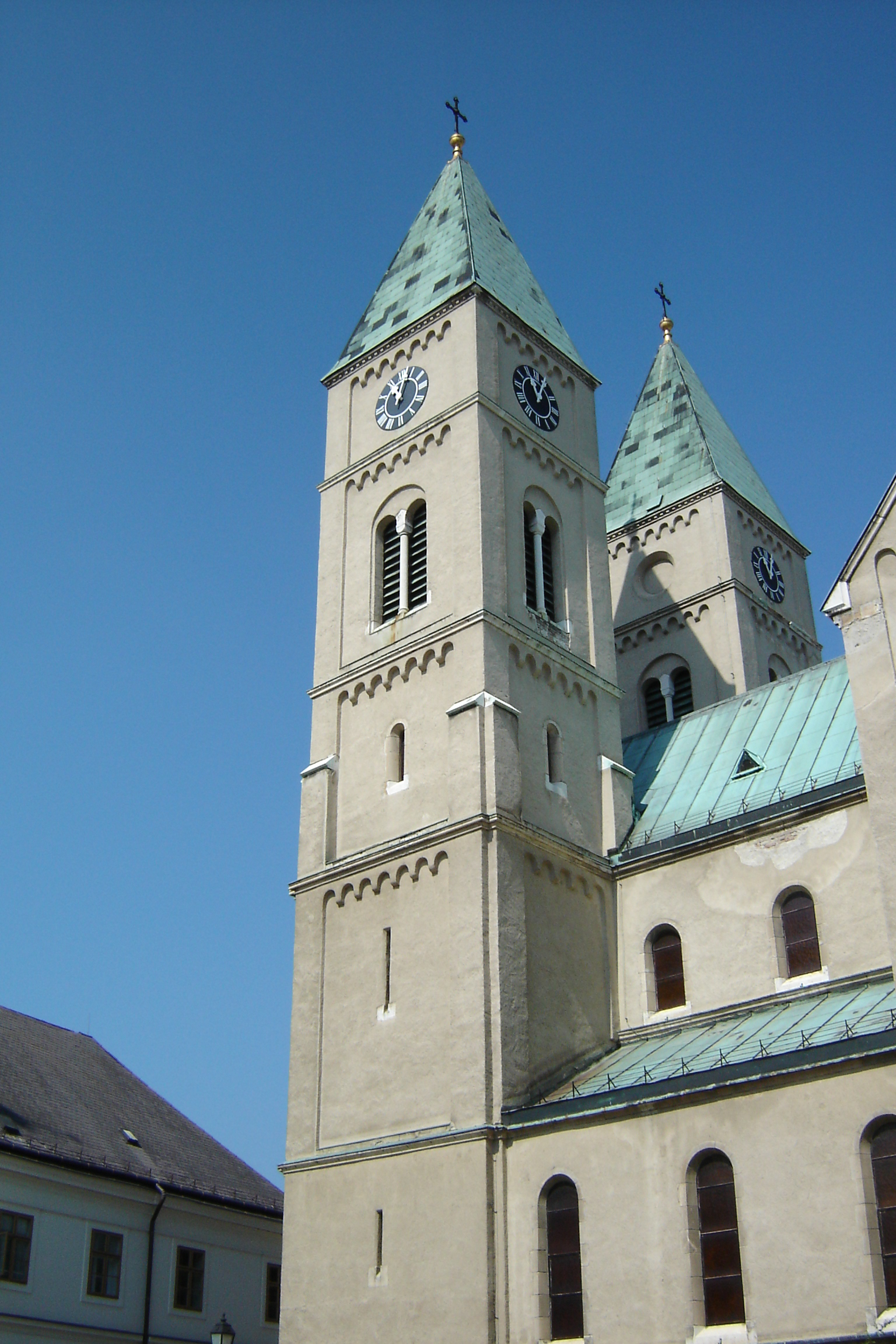
A Szent Mihály-székesegyház

A Veszprémi főegyházmegye (latinul: Archidioecesis Vesprimiensis) a tizenkét magyarországi római katolikus egyházmegye egyike, egyike a Szent István által alapított egyházmegyéknek. Magyarország első püspöksége. A veszprémi püspökök koronázták meg a királynét, Boldog Gizellától Zita királynéig. A főegyházmegye védőszentje Szent Anna, társvédőszentje Boldog Gizella. Katedrálisa a veszprémi Szent Mihály-székesegyház.

## Terület

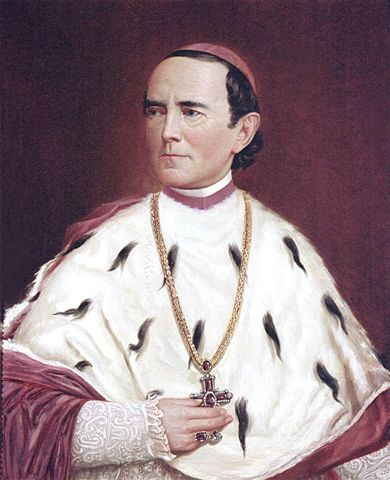
Ranolder János portréja

Területébe tartozik Veszprém vármegye, Zala vármegye mintegy egynegyed része, valamint Fejér, Győr-Moson-Sopron, Komárom-Esztergom és Vas vármegyék néhány települése.

## Történelem

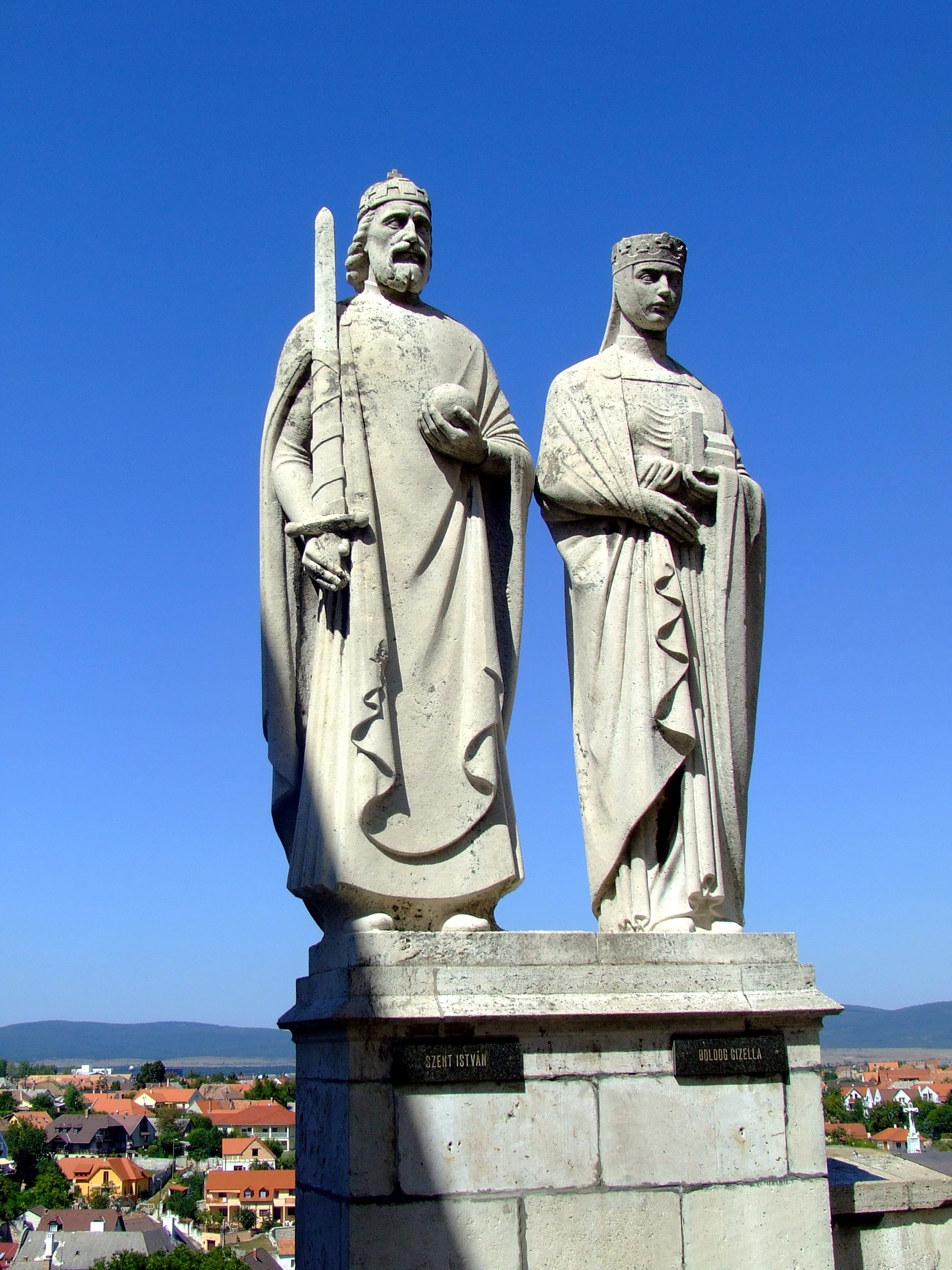
Szent István és Boldog Gizella szobra. Ispánki József alkotása

A 10. század végén Géza fejedelem által megalapított veszprémi egyházmegye nagy területe a Dunántúlon a Drávától egészen a Dunáig ért. Területéhez tartozott a középkorban Fejér, Somogy, Veszprém és Zala, vagy régi nevén Kolon vármegyéket, valamint a később megszűnt Pilis vármegyét. E hatalmas területen a 14. század elejére a pápai adólajstromok tanúsága szerint kb. félezer plébánia alakult ki, és a kolostorok száma is több volt mint száz.
A püspökség nagyon kötődött a magyar királynékhoz. Veszprém, már Szent István előtt, Géza fejedelem felesége, Sarolt óta a „királynék városa" volt. Az egyházmegye főpásztorának volt a joga a mindenkori királyné megkoronázása, s egyben ők voltak a királynék kancellárjai is. Az uralkodók gyakran bízták meg őket diplomáciai szolgálatokkal. A legismertebb diplomata-püspök a Mátyás király idején élt Vetési Albert püspök (1458–1486) volt. A 15. század második felétől egyre több püspök vállalkozott katonai feladatok felvállalására is, ilyen volt például a híres törökverő Beriszló Péter (1512–1520) is.
A török hódítás, a 16. században nem kímélte az egyházmegye területét sem. A Balatontól délre és keletre lévő nehezen védhető területek már a hódítás első évtizedeiben az oszmánok kezére kerültek, és maga a püspöki székhely, Veszprém is veszélyeztetve volt. Emiatt 1544-ben mind a püspök, mind a káptalan úgy döntöttek, hogy elhagyják a várost. A püspök a védettebb várába, Sümegre, a káptalan pedig Sopronba költözött. Veszprémet először 1552-ben foglalták el a török csapatok  kb. másfél évtizedre. Ezen kívül még kétszer került törökök kezére a város: a tizenöt éves háború alatt, 1593 és 1598 között, illetve még egyszer, egy rövid időre 1683-ban. Ezeken kívül a magyar (és német) végvári katonaság uralta a települést. A Sümegen tartózkodó vagy országos politikai feladatokkal ellátó püspököknek alig nyílt lehetősége az egyházmegyéjükben élő hívek lelkigondozására.

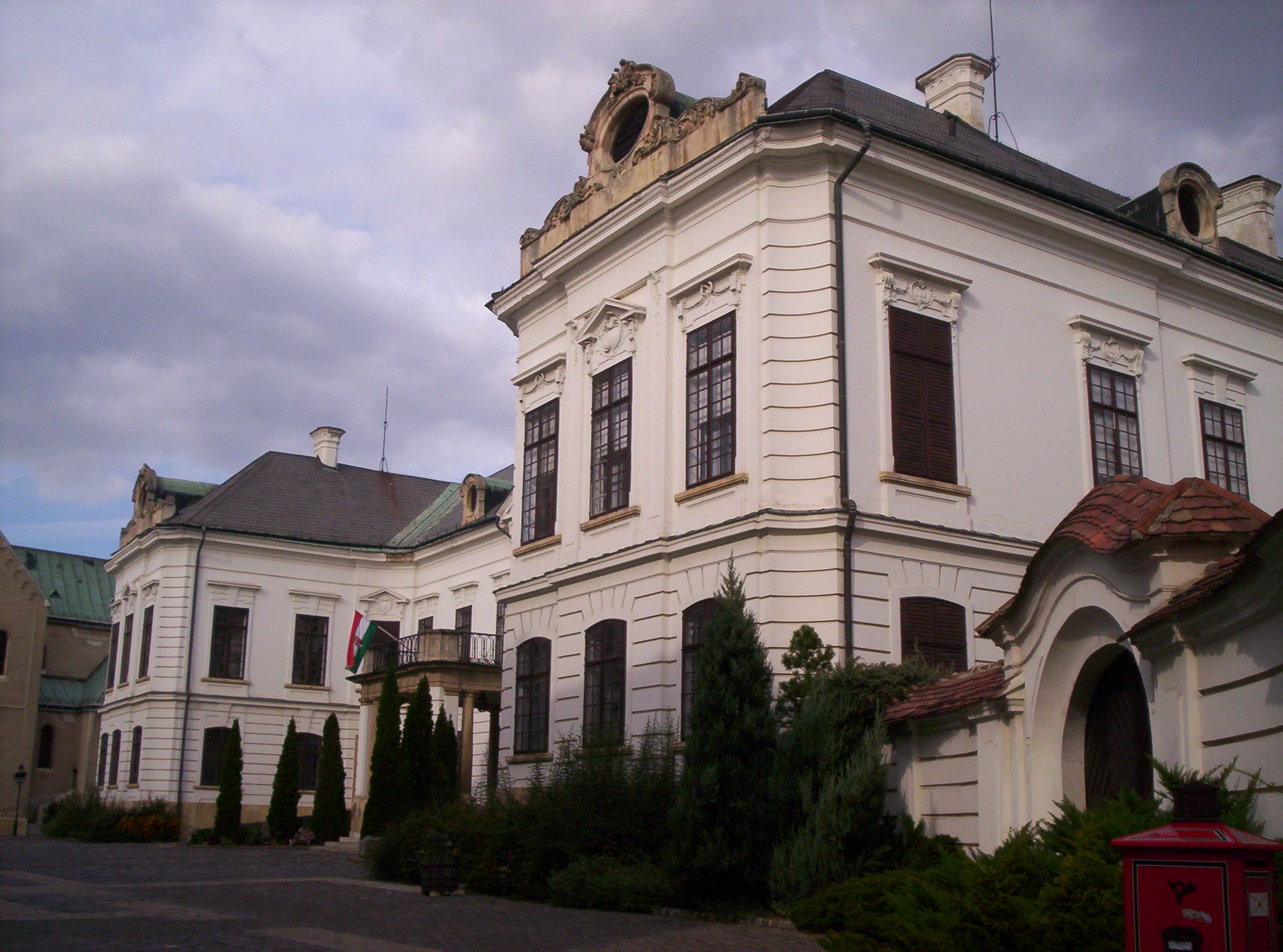
Az érseki palotát Koller Ignác építtette

A káptalan már a 17. század elején, 1630-ban visszatért a városba, a püspök visszatérésére azonban egy évszázadot kellett még várni. A 18. század elejétől az egymást váltó püspökök, elsősorban Volkra Ottó János (1710–1720), Acsády Ádám (1725-1744) és Padányi Bíró Márton (1745–1762) nagy erővel láttak hozzá az újjászervezéshez (Padányi például bezáratta a kocsmákat az istentisztelet alatt). Az elpusztult templomok, plébániák felújítása és újjászervezése, a protestánsok visszatérítése és a papnevelés újjáélesztése mellett nagy gondot fordítottak az egyházi fegyelem megszilárdítására is. Ekkor történt meg az egyházmegye területének első nagy átszervezése is. 1777-ben zalai és vasi plébániákból létrehozták a szombathelyi, a Fejér vármegyei területekből pedig a székesfehérvári püspökségeket. Ugyanekkor került át a pápai főesperesség a veszprémi püspökséghez a győritől. Az egyházmegye 19. század eleji főpásztorai közül Kopácsy József (1825–1842) a magyar nyelv ügye mellé állva 1833-ban elrendelte a magyar nyelvű anyakönyvvezetést, pedig 1834-ben tanítóképzőt alapított. Ranolder János (1849–1875) pedig az egyházmegye városaiban alapított iskolákat, az ún. Ranolder-intézeteket.
A 20. század elején Hornig Károly püspök (1888–1917) elsőként a magyar püspökök közül kiadatta a püspökség római okmánytárát, 1907-1910 között pedig neoromán stílusban restauráltatta a leégett Szent Mihály-székesegyházat. A század második fele a megpróbáltatások ideje volt. A második világháború ideje alatt volt az egyházmegye püspöke Mindszenty József (1944–1945), a későbbi prímás, akit az akkori a nyilas diktatúra börtönbe zárt. Egyik utódja, Badalik Bertalan, aki már a kommunista diktatúra alatt (1949–1965) töltötte főpásztori idejének második felét, 1957-től hejcei magányban, egyházmegyéjétől távol volt kénytelen tartózkodni. A rendszerváltoztatás után, 1993-ban újabb szervezeti átalakuláson esett át az egyházmegye. A Balatontól délre eső Somogy megyei területekből II. János Pál pápa létrehozta a kaposvári püspökséget, s ezzel együtt Veszprémet érseki rangra emelte.

## Szervezet

### Az egyházmegyében szolgálatot teljesítő püspökök
| Fénykép | Név, beosztás                            | Születési helye, ideje                    | Kinevezés dátuma |
| ------- | ---------------------------------------- | ----------------------------------------- | --- |
|         | Udvardy György veszprémi érsek           | Balassagyarmat, 1960. május 14. (65 éves) | esztergom-budapesti segédpüspöknek kinevezve: 2004. január 24. pécsi püspök: 2011. április 9. veszprémi érsek: 2019. július 12.                                                                                               |
|         | Márfi Gyula nyugalmazott veszprémi érsek | Pördefölde, 1943. december 17. (81 éves)  | Egri segédpüspöknek kinevezve: 1995. november 11. Püspökké szentelve: 1995. december 2. Veszprémi érseknek kinevezve: 1997. augusztus 14. Veszprémi érseknek beiktatva: 1997. szeptember 5. Nyugállományban: 2019. július 12. |

### Területi beosztás
4 főesperesség van:
- Főszékesegyházi főesperesség (vezetője: Szabó János 2020–[1])
- Pápai főesperesség (vezetője: Dr. Mail József)
- Sümegi főesperesség (vezetője: Nagy József)
- Zalai főesperesség (vezetője: Bizderi János)

Minden főesperességen belül 2 kerület. A Főszékesegyházi főesperességen belül: Veszprémi kerület (vezetője: Nagy Károly) 23 plébániával és Várpalotai kerület (vezetője: Ajtós József) 15 plébániával. A Pápai főesperességen belül: Pápai kerület (vezetője: Földi István) 25 plébániával és Zirci kerület (vezetője: Horváth Lajos) 24 plébániával. A Sümegi főesperességen belül: Sümegi kerület (vezetője: Bakos Frigyes) 27 plébániával és Tapolcai kerület (vezetője: mb. Csonka Nándor) 22 plébániával. A Zalai főesperességen belül: Keszthelyi kerület (vezetője: Kiss László) 18 plébániával és Zalaszentgróti kerület (vezetője: Kapássy Ferenc) 26 plébániával.

### Egyházközségek
Az egyházmegye 180 plébániából áll, amit jelenleg 106 lelkipásztor lát el.

## Tevékenységek

### Hitélet
Az egyházmegyében 460 ezer ember lakik, ebből mintegy 300 ezer katolikus.